# 오토셋
오토셋(AutoSet)은 아파치 웹 서버(Apache HTTP Server)의 관리에 있어 그래픽 유저 인터페이스(GUI)를 지원하는 프로그램이다.
오토셋은 2001년 1월에 우프넷 서버라는 명칭으로 최초 배포되었으며, 이후 오토셋이라는 명칭으로 배포되었다.
현재의 GUI 관리 도구가 있는 오토셋의 모습이 갖춰지기 시작한 것은 2002년도 8월에 오토셋 3 매니저가 배포되면서이며, 2006년 7월에 오토셋 4 올가 제한적인 버전의 배포가 시작됨으로써 2004년부터 2006년 초까지 중단되었던 공식적인 지원을 재개하게 된다.